# Bataille de Comborn
La bataille de Comborn est une bataille perdue par les français en 1353 lors de la guerre de cent ans.

## Guerre de cent ans
En 1353 les forces françaises reprennent aux Anglais Saint-Jean-d'Angély (qui avait été perdu en 1351) et Lusignan mais sont défaites à Comborn, près de Saintes, la même année.